# Ploëzal
Ploëzal is een gemeente in het Franse departement Côtes-d'Armor (regio Bretagne). De plaats maakt deel uit van het arrondissement Guingamp. Ploëzal telde op 1 januari 2022 1.227 inwoners.

## Geografie
De oppervlakte van Ploëzal bedroeg op 1 januari 2022 26,24 vierkante kilometer; de bevolkingsdichtheid was toen 46,8 inwoners per km².
De onderstaande kaart toont de ligging van Ploëzal met de belangrijkste infrastructuur en aangrenzende gemeenten.

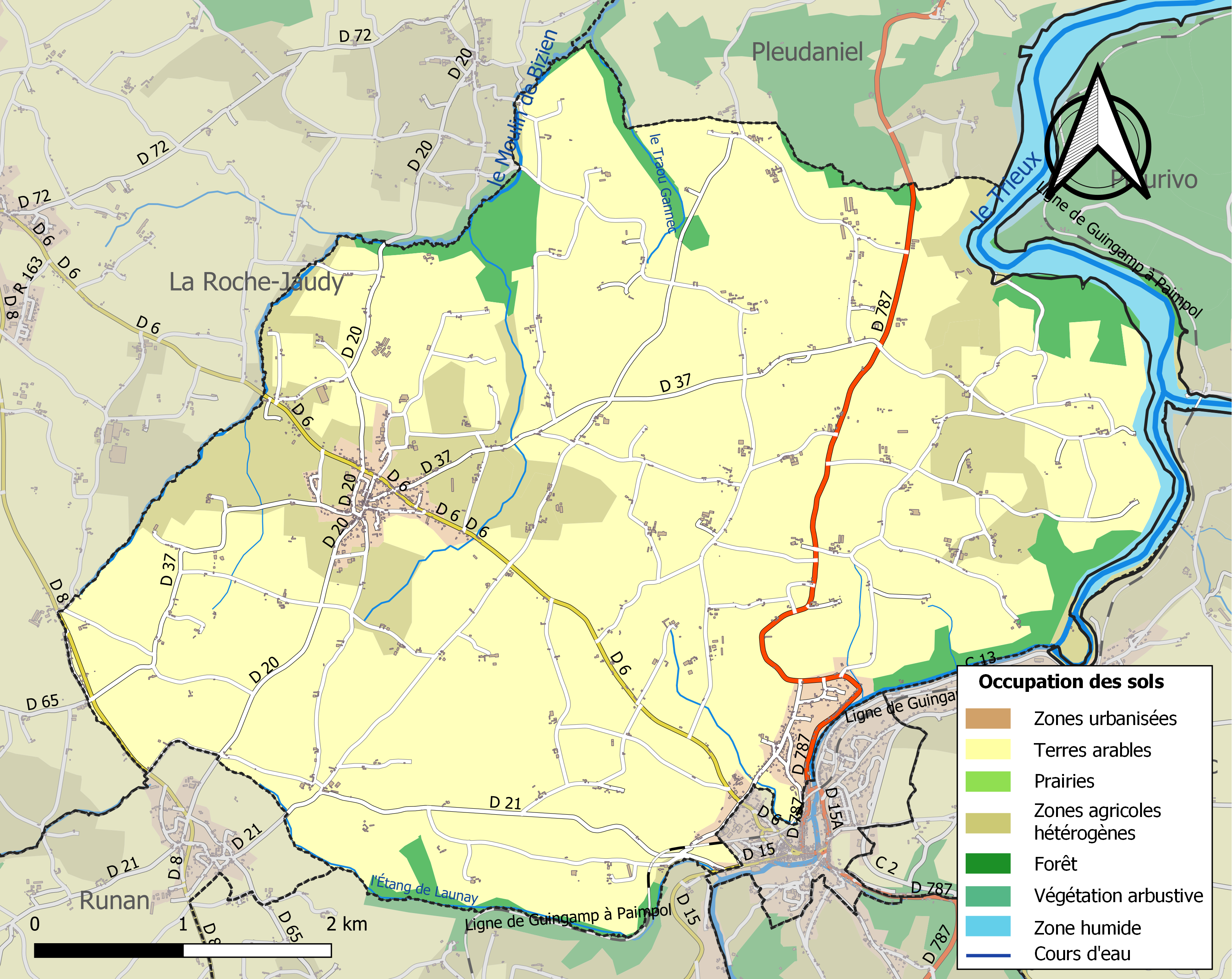

## Demografie
Onderstaande figuur toont het verloop van het inwonertal (bron: INSEE-tellingen).